# Sanna Nielsen

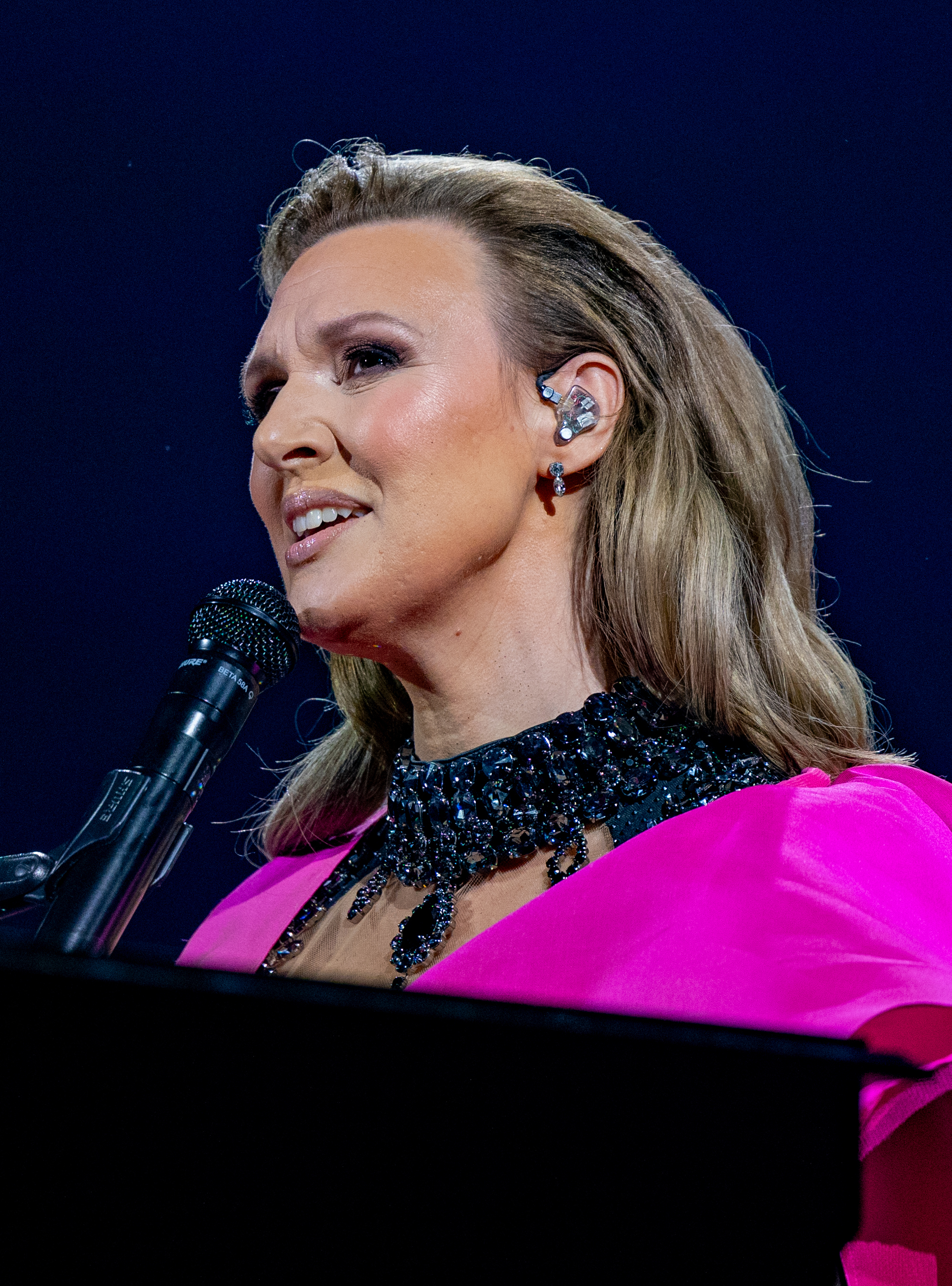
Sanna Nielsen (2025)

Sanna Viktoria Nielsen (* 27. November 1984 in Edenryd, Gemeinde Bromölla) ist eine schwedische Popsängerin.

## Karriere
Nielsen nahm zwischen 2001 und 2014 siebenmal am Melodifestivalen teil, wobei sie 2001 den dritten und 2008 den zweiten Platz erreichte. Am 8. März 2014 gewann sie das Melodifestivalen 2014 im siebten Versuch und durfte dadurch Schweden mit dem Lied Undo beim Eurovision Song Contest 2014 in Kopenhagen vertreten. Mit ihrem Song kam sie hinter Österreich und den Niederlanden auf Platz drei. Ihr Album 7 erreichte 2014 in Schweden Platz eins der Charts. Im Jahre 2015 moderierte sie den schwedischen Vorentscheid zum Eurovision Song Contest 2015 in Wien, das Melodifestivalen 2015.
Nielsen kommentierte zusammen mit Edward af Sillén den ESC 2015.
In den Sommern 2016 bis 2022 moderierte sie die schwedische Fernsehsendung Allsång på Skansen.

## Diskografie

### Alben
| Jahr | Titel               | Höchstplatzierung, Gesamtwochen, AuszeichnungChartsChartplatzierungen (Jahr, Titel, Platzierungen, Wochen, Auszeichnungen, Anmerkungen) | Anmerkungen                                                                                                 |
| Jahr | Titel               | SE | Anmerkungen                                                                                                 |
| ---- | ------------------- | --- | --- |
| 1996 | Silvertoner         | SE55 (2 Wo.)SE | |
| 2006 | Nära mej – nära dej | SE12 (6 Wo.)SE | |
| 2007 | Sanna 11-22         | SE19 (8 Wo.)SE | Best-of-Album                                                                                               |
| 2008 | Stronger            | SE1 Gold · (22 Wo.)SE | Erstveröffentlichung: 16. April 2008                                                                        |
| 2008 | Our Christmas       | SE1 Platin · (12 Wo.)SE | Erstveröffentlichung: 19. November 2008 als Sanna, Shirley, Sonja Weihnachtsalbum, Wiedereintritt Ende 2009 |
| 2010 | Vår jul             | SE6 Gold · (9 Wo.)SE | Erstveröffentlichung: 3. November 2010 als Sanna, Shirley, Sonja Weihnachtsalbum                            |
| 2011 | I’m in Love         | SE3 (15 Wo.)SE | Erstveröffentlichung: 2. März 2011                                                                          |
| 2012 | Vinternatten        | SE5 (7 Wo.)SE | Weihnachtsalbum                                                                                             |
| 2014 | 7                   | SE1 (5 Wo.)SE | Erstveröffentlichung: 4. Juli 2014                                                                          |

Weitere Alben
- 1997: Min önskejul (Weihnachtsalbum)
- 1999: Människan och skapelsen
- 2013: Min jul (Weihnachtsalbum)
- 2014: 16 bästa (Kompilation)

### Singles
| Jahr | Titel Album                              | Höchstplatzierung, Gesamtwochen, AuszeichnungChartplatzierungen (Jahr, Titel, Album, Platzierungen, Wochen, Auszeichnungen, Anmerkungen) | Höchstplatzierung, Gesamtwochen, AuszeichnungChartplatzierungen (Jahr, Titel, Album, Platzierungen, Wochen, Auszeichnungen, Anmerkungen) | Höchstplatzierung, Gesamtwochen, AuszeichnungChartplatzierungen (Jahr, Titel, Album, Platzierungen, Wochen, Auszeichnungen, Anmerkungen) | Höchstplatzierung, Gesamtwochen, AuszeichnungChartplatzierungen (Jahr, Titel, Album, Platzierungen, Wochen, Auszeichnungen, Anmerkungen) | Höchstplatzierung, Gesamtwochen, AuszeichnungChartplatzierungen (Jahr, Titel, Album, Platzierungen, Wochen, Auszeichnungen, Anmerkungen) | Anmerkungen |
| Jahr | Titel Album                              | DE | AT | CH | UK | SE | Anmerkungen |
| ---- | ---------------------------------------- | --- | --- | --- | --- | --- | --- |
| 1996 | Till en fågel Silvertoner                | — | — | — | — | SE46 (9 Wo.)SE | Autor: Bert Månson |
| 2001 | Igår, idag Sanna 11-22                   | — | — | — | — | SE32 (3 Wo.)SE | Autor: Bert Månson Platz 3 beim Melodifestivalen 2001 |
| 2003 | Hela världen för mig Sanna 11-22         | — | — | — | — | SE35 (7 Wo.)SE | Autor: Thomas G:son Platz 5 beim Melodifestivalen 2003 |
| 2005 | Du och jag mot världen Sanna 11-22       | — | — | — | — | SE20 (7 Wo.)SE | Erstveröffentlichung: März 2005 Fredrik Kempe & Sanna Nielsen Autoren: Bobby Ljunggren, Henrik Wikström, Fredrik Kempe Platz 8 beim Melodifestivalen 2005 |
| 2007 | Vågar du, vågar jag Sanna 11-22          | — | — | — | — | SE10 (13 Wo.)SE | Erstveröffentlichung: 5. März 2007 Autoren: Bobby Ljunggren, Henrik Wikström, Fredrik Kempe Platz 5 beim Melodifestivalen 2007                            |
| 2008 | Empty Room Stronger                      | — | — | — | — | SE2 Platin · (20 Wo.)SE | Erstveröffentlichung: März 2008 Autoren: Bobby Ljunggren, Aleena Gibson Platz 2 beim Melodifestivalen 2008                                                |
| 2008 | Nobody Without You Stronger              | — | — | — | — | SE33 (7 Wo.)SE | Erstveröffentlichung: 4. August 2008 Autoren: Henrik Wikström, Kristian Lagerström, Torbjörn Fall                                                         |
| 2008 | All I Want for Christmas Our Christmas   | — | — | — | — | SE39 (2 Wo.)SE | als Sanna, Shirley, Sonja |
| 2008 | My Grown Up Christmas List Our Christmas | — | — | — | — | SE41 (2 Wo.)SE | als Sanna, Shirley, Sonja |
| 2010 | Devotion I’m in Love                     | — | — | — | — | SE15 (5 Wo.)SE | Erstveröffentlichung: 26. März 2010 Autoren: Bobby Ljunggren, Marcos Ubeda                                                                                |
| 2011 | I’m in Love                              | — | — | — | — | SE32 (3 Wo.)SE | Erstveröffentlichung: 26. Februar 2011 Autoren: Peter Boström, Bobby Ljunggren, Thomas G:son, Irini Michas Platz 4 beim Melodifestivalen 2011             |
| 2014 | Undo 7                                   | DE32 (1 Wo.)DE | AT12 (3 Wo.)AT | CH11 (2 Wo.)CH | UK40 (1 Wo.)UK | SE2 Gold · (16 Wo.)SE | Autoren: David Kreuger, Fredrik Kempe, Hamed Pirouzpanah Platz 3 beim Eurovision Song Contest 2014                                                        |
| 2018 | Christmas Candle –                       | — | — | — | — | SE76 (1 Wo.)SE | |

Weitere Singles
- 1997: Där bor en sång
- 1998: I Love the Summertime (Låt sommaren gunga dig)
- 1999: Time to Say Goodbye (Con te partirò)
- 2005: Vägen hem
- 2006: Nära mej
- 2006: Rör vid min själ
- 2009: I Can Catch the Moon
- 2009: Rätt kanal
- 2010: Part of Me
- 2011: Can’t Stop Love Tonight
- 2012: Viskar ömt mitt namn
- 2014: Rainbow